# Surya Ganguly
Surya Shekhar Ganguly (ur. 24 lutego 1983 w Kalkucie) – indyjski szachista pochodzenia bengalskiego, arcymistrz od 2003, laureat nagrody Arjuna Award w kategorii szachy za 2006 rok.

## Osiągnięcia szachowe
- 1994 – zwycięstwo nad arcymistrzem w pojedynczej partii, przegranym był Grigorij Serper
- 2001 – udział w pierwszej rundzie mistrzostw świata w Moskwie 2001 (przegrana z Aleksandrem Chalifmanem)
- 2001 – pierwsza norma arcymistrzowska (indywidualne mistrzostwa Azji 2001, Kalkuta – brązowy medal)
- 2002 – druga norma arcymistrzowska (indywidualne mistrzostwa Indii w Nagpur)
- 2002 – trzecie miejsce na mistrzostwach świata juniorów w szachach w Panaji (zwycięzcą Lewon Aronian)
- 2002 – trzecia norma arcymistrzowska na 35. Olimpiadzie Szachowej w Bledzie
- 2003 – oficjalnie przyznany tytuł arcymistrza
- 2004 – udział w pierwszej rundzie mistrzostw świata w Trypolis 2004 (przegrana z Peterem Hansem Nielsenem)
- 2004 – indywidualne mistrzostwo Indii 2004
- 2005 – indywidualne mistrzostwo Indii 2005 (zwycięstwo po tiebreaku nad Sandipanem Chandą)
- 2006 – indywidualne mistrzostwo Indii 2006 (zwycięstwo po tiebreaku nad Sandipanem Chandą)
- 2007 – indywidualne mistrzostwo Indii 2007
- 2008 – indywidualne mistrzostwo Indii 2008 (zwycięstwo po tiebreaku nad Kantholym Rathnakaranem)
- 2008 – zwycięstwo w International Open Sydney 2008 (przed Zhang Zhongiem)
- 2009 – tytuł indywidualnego mistrza Azji[2]
- 2015 – dz. I m. w Pattaya (wspólnie z Nigelem Shortem i Kamilem Dragunem)[3].

Najwyższy ranking w dotychczasowej karierze osiągnął 1 lipca 2016 r., z wynikiem 2676 punktów zajmował wówczas 60. miejsce na światowej liście FIDE, jednocześnie zajmując 3. miejsce (za Viswanathanem Anandem i Pentalem Harikrishną) wśród indyjskich szachistów.